# Marc Ribot Plays Solo Guitar Works of Frantz Casseus
Albums de Marc Ribot
Requiem for What's His Name
(1992) Shrek
(1994)
Marc Ribot Plays Solo Guitar Works of Frantz Casseus est un album du guitariste et compositeur américain Marc Ribot, sorti en 1993 sur le label belge : Les Disques du Crépuscule.

Enregistré à New York en 1989 et 1993, l'album reprend les œuvres pour guitare solo du compositeur haïtien Frantz Casseus.

## Contexte
Marc Ribot étudia la guitare classique auprès de Frantz Casseus, guitariste et compositeur haïtien, dont le travail s'est concentré sur la fusion de la musique classique européenne avec les traditions du folklore haïtien.
Ayant, depuis quelques années déjà, entreprit de perpétuer l'héritage musical de Casseus, à la mort de son mentor et ami, le 21 juin 1993, Marc Ribot publia Marc Ribot Plays Solo Guitar Works of Frantz Casseus, un CD-hommage qui reprend en 19 titres les créations et interprétations les plus emblématiques du guitariste haïtien.

## Articles liés
- Marc Ribot
- Frantz Casseus